# Activité (physique)
Ne doit pas être confondu avec Activité physique ou Activité chimique.
Pour les autres articles homonymes, voir Activité.
 (décembre 2024).
 (juillet 2023).
Si vous disposez d'ouvrages ou d'articles de référence ou si vous connaissez des sites web de qualité traitant du thème abordé ici, merci de compléter l'article en donnant les références utiles à sa vérifiabilité et en les liant à la section « Notes et références ».
En physique nucléaire, l'activité physique ou l'activité d'une source radioactive est le nombre  d'atomes radioactifs qui se désintègrent par unité de temps. Elle caractérise la vitesse de désintégration du matériau radioactif la constituant.

## Définition
L'activité a d'abord été définie comme le nombre de particules émises par seconde par une source radioactive, mais cette définition s'est révélée impropre après que les différents processus radioactifs ont été mieux compris.
Aujourd'hui, l'activité {\displaystyle A(t)} à l'instant {\displaystyle t} est définie comme le nombre de noyaux désintégrés par unité de temps, elle est donc proportionnelle, à condition que la source radioactive ne comporte qu'un type de nucléide radioactif, au nombre {\displaystyle N(t)} de ces noyaux (loi de décroissance radioactive) :
{\displaystyle A(t)=\lambda \,N(t)}
où {\displaystyle \lambda } est la constante de désintégration, caractéristique du nucléide considéré.
Quand une source radioactive comporte des nucléides radioactifs de différentes natures, son activité est la somme des activités dues aux différents nucléides :
{\displaystyle A(t)=\lambda _{1}\,N_{1}(t)+\lambda _{2}\,N_{2}(t)+\dots }

## Loi d'évolution
Si un nucléide radioactif n'est pas également radiogénique ou cosmogénique, ni sujet à un échange (gain ou perte) avec l'extérieur de la source, alors son nombre d'atomes n'est affecté que par la décroissance radioactive :
{\displaystyle {\frac {\mathrm {d} N}{\mathrm {d} t}}=-A(t)=-\lambda \,N(t)},
équation différentielle dont la solution est :
{\displaystyle N(t)=N_{0}\,\mathrm {e} ^{-\lambda t}}
où {\displaystyle N_{0}} est le nombre de noyaux radioactifs présents à l'instant {\displaystyle t=0}.
S'il n'y a qu'un type de nucléides radioactifs, l'activité décroît aussi exponentiellement :
{\displaystyle A(t)=A_{0}\,\mathrm {e} ^{-\lambda t}}
où {\displaystyle A_{0}=\lambda \,N_{0}} est l'activité de la source à {\displaystyle t=0}.
On peut aussi définir l'activité comme cela : c'est l'activité au bout de n périodes radioactives, une période étant égale à t1/2, le temps au bout duquel l'activité radioactive est divisée par 2 :
{\displaystyle A(nt_{1/2})={\frac {A_{0}}{2^{n}}}~}

## Unités de mesure
L'activité est une grandeur mesurable, notamment à l'aide d'un compteur Geiger. Diverses unités de mesure ont été utilisées ou sont encore utilisées, parmi lesquelles :
- le becquerel (Bq), l'unité du Système international, qui correspond à 1 désintégration par seconde. Ce nom a été donné en hommage au physicien français Henri Becquerel (1852-1908), découvreur de la radioactivité ;

- le curie (Ci), la plus ancienne unité, encore utilisée. Elle a d'abord été définie comme le nombre de rayons émis par seconde par un gramme de radium « en équilibre » avec ses dérivés, soit 3,7 × 1010 Bq. Toutefois, il est plus commode de définir cette unité a priori comme suit : une source de 1 curie subit 37 milliards de désintégrations par seconde. Les sous-multiples usuels sont le milliCurie (mCi), le microCurie (µCi) et le nanoCurie (nCi). 1 nCi = 37 Bq ;

- le rutherford (Rd), une unité proposée en 1946 par le National Bureau of Standards de Washington (États-Unis), qui correspond à un million de becquerels (106 Bq). On a donc l'équivalence : 1 mCi = 37 Rd.

Ces unités ne concerne en aucun cas les sources de rayonnement X. Elle concerne les rayonnements α, β et γ.